# Gaspar Barreiros
Gaspar Barreiros (Viseu, ca. 1515 / 1516 - Convento de São Francisco de Órgens, Viseu, 6 de agosto de 1574) fue un clérigo y erudito portugués del siglo XVI que destacó principalmente por su trabajo como genealogista y geógrafo. Junto a Xisto Tavares y Damião de Góis, Gaspar Barreiros fue el genealogista portugués más antiguo, después de los medievales conde D. Pedro de Barcelos y los autores de los Livro Velho e Livro do Deão. También es considerado uno de los mejores geógrafos de su tiempo.

## Obra
Fue autor de una vasta bibliografía, principalmente de orden geográfica, histórica y genealógica:
- Chorographia de alguns lugares que stam em hum caminho que fez Gaspar Barreiros ó anno de MDXXXXVJ começado na cidade de Badajoz em Castella te á de Milam em Italia ; co alguas outras obras cujo catalogo vai scripto com os nomes dos dictos lugares na folha seguinte. Em Coimbra: por Ioã Aluarez, & por mandado do doctor Lopo de Barros do Desembargo d'el rei nosso senhor & conego da Se d'Euora, 1561. BNP.
- Commentarius de Ophyra Regione apud diuinam scripturam comemorata, vnde Salomoni Iudaeorum regi inclyto, ingens, auri, argenti, gemmarum, eboris, aliarumq, rerum copia apportabatur Gaspare Varrerio Lusitano autore. Conimbricae: per Ioannem Aluaru, 1561. BNP.
- Censuras de Gaspar Barreiros sobre quatro liuros intitulados em M. Portio Catam De Originibus, em Beroso Chaldaeo, em Manethon Aegyptio & em Q. Fabio Pictor Romano. Em Coimbra: per Ioam Aluares impresso à sua custa, 1561. BNP.
- Censura in quendam auctorem, qui sub falsa inscriptione Berosi Chaldaei circunfertur, Romae, 1565.
- Carta escrita de Roma a 12 de Novembro de 1547 a El Rey D. João III (publicada en la «História eclesiástica de Braga», Parte I, capítulo 81).
- Verdadeira Nobreza ou Linhagens Antigas de Portugal, manuscrito que está en la Biblioteca Nacional de Portugal, códice 985.
- Geografia da antiga Lusitânia, manuscrito.
- Anotações a Ptolomeu, manuscrito.
- Descrição do Egipto, manuscrito.
- Observações corográficas de muitos lugares de Espanha, manuscrito.
- Égloga pastoril em louvor da infanta D. Maria, manuscrito.
- Vita D. Francisci, manuscrito.
- Carta consolatória escrita em Roma a 4 de Dezembro de 1563 à infanta D. Maria sobre a morte da infante D. Duarte seu irmão, manuscrito.
- Carta a Damião de Góis sobre a origem dos Manoeis deste Reino, manuscrito fechado en el monasterio de San Francisco de Santarém el 26 de julio de 1567 y transcrito en «Damião de Góis, novos estudos», de Joaquim de Vasconcelos, pág. 120.